# Kelly O'Leary
Kelly O'Leary es una deportista canadiense que compitió en piragüismo en la modalidad de aguas tranquilas. Ganó una medalla de plata en los Juegos Panamericanos de 1995 en la prueba de K2 500 m.

## Palmarés internacional
| Juegos Panamericanos | Juegos Panamericanos      | Juegos Panamericanos | Juegos Panamericanos |
| Año                  | Lugar                     | Medalla              | Competición          |
| -------------------- | ------------------------- | -------------------- | -------------------- |
| 1995                 | Mar del Plata (Argentina) | Medalla de plata     | K2 500 m             |